# Folkmakt
Folkmakt, svensk vänsterorganisation som verkade som aktivast under 1990-talet. Organisationen gav ut tidningen Folkmakt.
Folkmakt uppstod som en splittring i anarkiströrelsen och menade att denna saknade klassperspektiv och mest hängav sig åt "livsstilism". Ett uttalat mål var att genom sin tidning influera samma rörelse i en riktning mot klasskamp. Man lät sig inspireras av bland annat rådskommunism med betoning på "arbetarklassens självständiga kamp" och bildandet av arbetarråd. Sedan någon gång i början av 2000-talet är organisationen upplöst. År 2001 startade man den teoretiska tidskriften riff-raff (en tidning med samma namn hade tidigare getts ut av organisationen under mitten av 90-talet), som i och med Folkmakts nedgång senare blev självständig och inhyste Kämpa tillsammans! i redaktionen.